# Instituto Philippe Pinel
O Instituto Philippe Pinel é um hospital psiquiátrico localizado no bairro de Botafogo na cidade do Rio de Janeiro, Brasil. Teve suas origens no Hospício Pedro II, e foi fundado em 13 de janeiro de 1937, com o nome de Instituto de Neurossífilis. Em 1965, foi rebatizado como o Hospital Pinel, em homenagem ao renomado estudioso de psiquiatria Philippe Pinel. Em 1994, obteve seu nome atual.

## Na cultura popular
O hospital é tão famoso no Rio de Janeiro que a palavra pinel entrou no vocabulário popular como sinônimo de maluco.